# Chromoteleia fuscicornis
Chromoteleia fuscicornis är en stekelart som beskrevs av Jean-Jacques Kieffer 1910. Chromoteleia fuscicornis ingår i släktet Chromoteleia och familjen Scelionidae. Inga underarter finns listade i Catalogue of Life.